# Auftrag (Zeitschrift)
Der Auftrag ist die Verbandszeitschrift der Gemeinschaft Katholischer Soldaten (GKS). Sie erscheint grundsätzlich dreimal im Jahr. Vorgänger waren die Königsteiner Offizierbriefe.
Das Magazin befasst sich mit Themen aus dem Bereich Friedensethik, Sicherheitspolitik, Innere Führung und berufspraktischen und -ethischen Fragen, im Zusammenhang Bundeswehr und Soldatsein. Berichte aus dem Verbandsleben und von Aktivitäten der GKS geben einen Einblick in die GKS.
Die Verbandszeitschrift erhalten alle Mitglieder der GKS zugesandt.
Sie kann über die GKS-Kreise, die katholischen Militärpfarrämter und über die Bundesgeschäftsstelle der GKS bezogen werden. Der Bezug ist kostenlos.
Das Magazin kann digital auf der Homepage der GKS gelesen werden.